# (29104) 1981 EO22
A (29104) 1981 EO22 a Naprendszer kisbolygóövében található aszteroida. Schelte J. Bus fedezte fel 1981. március 2-án.